# 200米直道赛跑
200米直道賽跑是一項在直道上進行的200米田徑戶外賽事。在1960年代，200米直道赛跑曾是男子獨有的世界紀錄賽事，直到世界田径联合会從官方紀錄名單中刪除。這項比賽在20世紀早期至中期更為普遍。美國奧林匹克選拔賽在1932年之前一直在直道上舉行這項賽事。在2009年幾個街頭賽事對這項賽事再次提起興趣，主要在曼徹斯特、布魯塞爾和波士頓建造特殊賽道來舉行比賽邀請精英短跑運動員。200米直道的英制類比是220碼（201.17米）直道，這項賽事在1887年至1926年期間的美國戶外田徑錦標賽上舉行了38次。